# Oostende in de film
Oostende is al regelmatig de locatie geweest voor filmopnames of de plaats waar het filmverhaal zich afspeelt. Aldus komt de naam van Oostende vele malen voor in filmtitels. Ook in een aantal populaire series werd Oostende als decor gebruikt zoals Sedes & Belli. Oostende werd ook gedeeltelijk gebruikt als decor voor de fictiereeks Los Zand op één.
Hierna volgt een chronologisch overzicht van dergelijke filmproducties bestemd voor vertoning in de bioscoop:

## Stomme films
- 1897: L'arrivée de la malle à Ostende: Belgische opnamen door waarschijnlijk de Brusselse fotograaf-cineaste Alexandre[1]
- 1903: Panaroma and bathing scene of Ostend, Belgium: Britse documentaire
- 1905: Avontuur op het strand van Oostende: romantische film van Charles Belot. Dit is waarschijnlijk de allereerste Belgische speelfilm.
- 1905: Een Hollandsche boer en een Amerikaan in den nachttrein Antwerpen-Oostende: toeristische documentaire van Albert en Willy Alberts.
- 1905: Rendez-vous op het strand van Oostende: toeristische documentaire van Albert en Willy Alberts.
- 1909:Antwerpen en Oostende: Franse documentaire van Samana.
- 1915: The history of the World’s Greatest War: Amerikaanse oorlogsdocumentaire
- 1921: Ostende, Reine des Plages: toeristische documentaire van Henry-Alexandre Parys
- 1921: La Force des Vingt Ans: drama van Isidore Mornay
- 1923: Bezoek aan de steden Brugge – Gent- Oudenaarde – Ieper – Zeebrugge – Oostende: Britse toeristische documentaire van Herman Burton
- 1927 & 1928: Amateurfilms over Oostende: korte reportages van Henri Storck.
- 1929: Images d’Ostende: documentaire van Henri Storck
- 1930: Trains de Plaisir/ Pleziertreinen: documentaire van Henri Storck
- 1930: Ter Haring-Visscherij: documentaire van Henri Storck

## Geluidsfilms
- 1930: Reddingsdienst aan de Belgische Kust: documentaire en eerste geluidsfilm van Henri Storck
- 1930: La Mort de Vénus: korte fictiefilm van Henri Storck (verloren)
- 1931: Ostende, Reine des Plages: toeristische documentaire van Henri Storck (met onder andere muziek van James Ensor)
- 1932: Une Idylle à la Plage: korte fictiefilm van Henri Storck (met als figuranten: James Ensor, Félix Labisse en Léon Spilliaert)
- 1932: Pêcheurs belges en Islande: docudrama van Fernand Rigot.
- 1935: Paaseiland: documentaire van John Fernhout en Henri Storck (reis van de Mercator)
- 1935: De Driemaster Mercator: documentaire van John Fernhout en Henri Storck
- 1938: Op vakantie: documentaire van Henri Storck
- 1947: La joie revivre: documentaire van Henri Storck
- 1954: Les Portes de la Nation/ De Poorten van de Natie: documentaire van Henri Storck (Nederlandse tekst van Karel Jonckheere).
- 1954: Feuerwerk: Duitse muzikale film van Kurt Hoffmann (met onder anderen Romy Schneider en Lilli Palmer).
- 1955: De Schat van Oostende: toeristische speelfilm van Henri Storck (geïnspireerd op de personages van Hergé).
- 1955: Drie Belgische Waterkuursteden: documentaire over het Thermae Palace Hotel.
- 1955: The Prisoner: Britse drama van Peter Glenville met onder anderen Alec Guinness en Jack Hawkins).
- 1959: Havenlichten: animatiefilm in kleuren van Raoul Servais.
- 1971: Les Lèvres Rouges: griezelfilm van Harry Kümel. (uitgegroeid tot cultfilm in de Verenigde Staten).
- 1971: Carnaval van Oostende: documentaire in kleur van Henri Storck (met tekst van Karel Jonckheere).
- 1972: L’Assassino…e al telefono: Italiaanse thriller van Alberto De Martino (met onder anderen Telly Savalas).
- 1976: Armaguedon: Franse thriller in kleur van Alain Jessua met onder anderen Alain Delon en Jean Yanne.
- 1984: A Strange Love Affair : Nederlandse romantische film van Eric de Kuyper en Paul Verstaten
- 1985: Istanbul: Vlaamse thriller van Marc Didden, met onder anderen Brad Dourif, Dominique Deruddere en Senne Rouffaer.
- 1987: Skin: Vlaams drama in kleur van Guido Henderickx met onder anderen Arno, Frank Aendenboom en Bert André (met muziek van Arno).
- 1990: Reise nach Ostende: Duitse documentaire van Klaus Wildehahn.
- 1990: Alissa in Concert: Nederlands drama van Erik van Zuylen
- 1991: Oostende: Franse dramatische film in kleur van Eric Worth
- 1995: Camping Cosmos: Vlaamse film van Jan Bucquoy met onder anderen Arno, Lolo Ferrari en Herman Brusselmans.
- 1998: Das Trio: Duitse erotische film van Hermine Huntgeburth
- 1998: Place Vendôme: Franse krimi van Nicole Garcia met onder anderen Catherine Deneuve en Jacques Dutronc.
- 1999: Man van staal: Vlaamse film van Vincent Bal met onder anderen Ides Meire, Gene Bervoets en Marijke Pinoy.
- 2001: Pauline en Paulette: Vlaams drama van Lieven Debrauwer met onder anderen Dora van der Groen en Ann Petersen.
- 2002: Ostende: Duitse korte fictiefilm van Ilka Schultz
- 2003: De Onterechte Kampioen: Nederlandse sportdocumentaire van Marco Jansen en Theo Maassen.
- 2004: Confituur: Vlaams drama van Lieven Debrauwer met onder anderen Chris Lomme, Jasperina de Jong en Tuur De Weert.
- 2004: Sed leks: Vlaamse korte speelfilm van Siga Van de Velde.
- 2005: Les Parrains: Zwitserse komedie van Frédéric Forestier
- 2006: Eindstation: korte speelfilm van Nick Derutter
- 2007: Ex Drummer: Vlaamse crimi van Koen Mortier naar de roman van Herman Brusselmans (met muziek van Arno).
- 2008: Blinker en de Blixvaten: derde verfilming van de Blink reeks naar de boeken van Marc de Bel met o.a. Warre Borgmans, Els Olaerts, Jacob Beks, en andere.
- 2008: Big Ask: Korte film van Nic Balthazar en Friends of the Earth met onder anderen Nic Balthazar (stem), Bente De Graeve(meisje), An Miller (Moeder), Michael Pas (Vader), Herr Seele (Politicus).
- 2012: Weekend aan zee: langspeelfilm van Ilse Somers, opgenomen aan de Oostendse Oosteroever met o.a. Maaike Neuville, Marieke Dilles en Michael Pas.